# Křesadlová puška
Křesadlová puška je označení pro dlouhé palné zbraně s křesadlovým zámkem.
Začaly se používat na začátku 16. století a ve výzbroji armád vydržely přes 250 let, poté byly křesadlové zámky nahrazeny zámky perkusními. Tento typ palných zbraní nahradil dřívější mechanismy a oproti zbraním doutnákovým se interval mezi střelami zkrátil až na 1 minutu. Koncem 17. století sloužily jako hlavní zbraň pěchoty.

## Konstrukce

Animace křesadlového zámku

Křesadlové pušky měly skoro jednotné zpracování, v různých zemích se lišily pouze vzhledem.
Většinou měly hladký vývrt hlavně a jako spouštěcí mechanismus používaly křesadlový zámek, který se skládal z pružiny, ocílky, pánvičky a otočného kohoutu, v jehož čelistech je šroubem uchycen křesací kámen. Vyráběly se jak křesadlové předovky, tak křesadlové zadovky.

## Historie
Křesadlové pušky se v Evropě staly populárními na začátku 17. století.
Oproti dřívějším mechanismům byly spolehlivější a rychleji se nabíjely, takže umožňovaly výstřely v kratších intervalech a tedy lepší výkon na bojišti.
Byly používány od začátku 16. století až do vynálezu perkusního zámku na počátku 19. století. Po vynálezu bajonetu se začaly používat jako hlavní zbraň pěchoty. 